# شاردینگ
شاردینگ (به آلمانی: Schärding) یک شهر در اتریش است که در ناحیه شاردینگ واقع شده‌است. شاردینگ ۳٫۹۶ کیلومتر مربع مساحت دارد ۳۱۳ متر بالاتر از سطح دریا واقع شده‌است.